# ینی‌کوپرو (اخلاط)
ینی‌کوپرو (به ترکی استانبولی: Yeniköprü، به ارمنی: Կամուրջ، به کردی: Qarmûc) یک منطقهٔ مسکونی در ترکیه است که در اخلاط واقع شده‌است. ینی‌کوپرو ۲٬۰۰۰ نفر جمعیت دارد.